# ミュンヒハウゼン症候群
ミュンヒハウゼン症候群（ミュンヒハウゼンしょうこうぐん、英: Munchausen syndrome）、自らに負わせる作為症（みずからにおわせるさくいしょう）とは虚偽性障害に分類される精神疾患の一種。周囲の関心や同情を引くために病気を装ったり、自らの体を傷付けたりするといった行動が見られる。1951年にイギリスの内科医、リチャード・アッシャーによって発見され、「ホラ吹き男爵」の異名を持ったドイツ貴族、ミュンヒハウゼン男爵にちなんで命名された。 
この病気には、虚偽の病気に罹患している対象が患者自身であるミュンヒハウゼン症候群と、患者の近親者である代理ミュンヒハウゼン症候群の２種類が存在する。日本の厚生労働省の2008年度の統計によれば、日本では2008年4月から2009年3月までの間に、心中以外で虐待死した児童67人中3人の児童が、代理ミュンヒハウゼン症候群により死亡している。

## 症状
一般的に虚偽性障害の中で身体的症状が優勢で、慢性的で重篤な症状のものをミュンヒハウゼン症候群と診断する。過去に心的外傷を負ったというような精神的な症状を訴えるケースも存在する。
患者は病気を創作もしくは既に罹患している病気をことさらに重症であるように誇張し、通院や入院を繰り返す。一つの病気の問題が解決したり、虚偽が見破られたり、小康状態に陥ると新たな病気を作り出す。重篤な患者と見せかけるために自傷行為や検査検体のすり替え、偽装工作などを繰り返し行うことがある。
患者は怪我や病気という口実を利用して周囲の人間関係を操作することを目的にして、同情をかったり、懸命に病気と闘っている姿をことさらにアピールする。また、病気そのものに関わる関わらないに関係なく独特の世界を作り上げるエピソードを創作する虚言癖を伴うことが多い。患者のエピソードによる病歴は多彩であり、多種多様な既往歴を話すことが多い。ただしそのエピソードや時期に関しては曖昧なことが多く、時期や内容も話す相手によって異なることが多い。
また、ミュンヒハウゼン症候群の患者には手術の繰り返しによって作られた独特な手術痕が見られたり、繰り返し同じ場所に対して自傷行為を行ったために残った褥瘡などが確認されることがある。

## 患者の行動原理

ミュンヒハウゼン男爵の切手

患者は、自らの診断と病院の診断が異なった場合、病院をすぐに変えるドクターショッピングを日常的に繰り返し、検査や手術などを繰り返す。また、様々な診療科を受診するなどの行動を行う場合がある。そのため、病院遍歴を調べなければミュンヒハウゼン症候群を見つけることは難しく、患者の発見は主に入院・検査時の自傷行為・検体のすり替えの目撃・発覚などによって、初めてミュンヒハウゼン症候群の疑いがもたれるケースが多い。大半の症例は精神科ではなく内科・外科と言った診療科で発見される。
この病気は境界例などのパーソナリティ障害との関わりが指摘されているが根本的な治療法は確立していない。ミュンヒハウゼン症候群に罹患するきっかけは小児期の手術の経験であることが多く、そのときの記憶から相手の同情や気を引くために手術や入院を要する病気を作り出す行為を繰り返すことが報告されている。
ミュンヒハウゼン症候群の患者は、虚偽の病気による手術や入院を繰り返すため治療による薬や手術の副作用、慢性的に病気を作り出す行為を繰り返し、それらの副作用が蓄積されていくため予後は良くない。

## 詐病との関係
似たような事象に詐病が存在するが、詐病とミュンヒハウゼン症候群の大きな違いはミュンヒハウゼン症候群が病気になることや、病気によって同情を引くといった精神的利益を目的としているため手術や検査といったリスクをいとわず、むしろ積極的に協力する点が大きな違いとして挙げられる。詐病の場合は、病気になることにより主として経済的利益の享受などを目的とするため大きなリスクを避ける傾向にある。

## 関連文献
- マーク・D・フェルドマン チャールズ・V・フォード『病気志願者：「死ぬほど」病気になりたがる人たち』沢木昇訳、原書房、1998年